# Щербак Лариса Федорівна
Лариса Федорівна Щербак (нар. 11 серпня 1958, с. Великий Глибочок, нині Тернопільського району Тернопільської області) — українська літераторка, редакторка та краєзнавиця.

## Життєпис
1984 — закінчила філологічний факультет Львівського університету. У 2004 — ТАНГ (нині національний економічний університет, спеціалістка із фінансів).
Працювала кореспонденткою газети «Комбайнобудівник», редакторкою рекламних видань у Тернополі, від 2000 — редакторка видавництва ТНЕУ «Економічна думка», водночас від 2004 — наукова редакторка «Тернопільського Енциклопедичного Словника».

## Доробок
Авторка і співавторка новел, радіоп'єс, рецензій, краєзнавчих статей та інших публікацій.
Літературна редакторка книг Кройтора, Мельничука, Петрука-Попика, Б. Трофим'яка, та інших, близько 100 наукових і навчально методичних видань, підготувала понад двісті гасел для «ТЕС».